# كيفن شي
كيفن شي (بالإنجليزية: Kevin Shea)‏ هو عازف جاز وملحن أمريكي، ولد في 1973 في منيابولس سانت بول في الولايات المتحدة.

## وصلات خارجية
- الموقع الرسمي
- كيفن شي على موقع ميوزك برينز (الإنجليزية)
- كيفن شي على موقع ديسكوغز (الإنجليزية)